# Potony
Potony là một thị trấn thuộc hạt Somogy, Hungary. Thị trấn này có diện tích 15,9 km², dân số năm 2010 là 208 người, mật độ 13 người/km².